# دورا دياكي
دورا دياكي (بالمجرية: Deáki Dóra)‏ مواليد 11 أبريل 1991 في المجر، هي لاعبة كرة يد مجرية. مثلت منتخب المجر لكرة اليد للسيدات.